# Golpe de Estado no Gabão em 2023
O golpe de Estado no Gabão de 2023 ocorreu em 30 de agosto de 2023. Em um cenário de resultados contestados e de tensão política durante as eleições gerais, o país sofreu um golpe de Estado, liderado pelos militares, que depôs o presidente reeleito, Ali Bongo Ondimba, cuja vitória nas eleições realizadas em 26 de agosto tinha sido anunciada três dias depois.

## Contexto
Desde a independência da França em 1960, o Gabão tem sido governado principalmente pela família Bongo, começando com o Presidente Omar Bongo em 1967 e, após a sua morte em 2009, pelo seu filho Ali Bongo Ondimba. Ali Bongo Ondimba foi reeleito numa eleição controversa em 2016, que levou a uma tentativa fracassada de golpe de Estado em 2019.
Apesar do Gabão ser membro da OPEP, um dos maiores produtores de petróleo de África, que representa 60% das receitas do Gabão, e ter um dos PIB per capita mais elevados do continente, o país enfrenta sérios problemas socioeconómicos. crises, como um terço da população vivendo abaixo da linha da pobreza de US$ 5,50 por dia, e a taxa de desemprego entre os gaboneses com idades entre 15 e 24 anos estimada em 40% em 2020.
O golpe é o oitavo a ocorrer na África Ocidental e Central desde 2020, depois de ocorrências semelhantes no Mali, Guiné, Burkina Faso, Chade e Níger. Num discurso proferido no Dia da Independência do país, a 17 de Agosto, Bongo, um aliado próximo da França, insistiu que não permitiria que o Gabão fosse submetido à "desestabilização", referindo-se aos outros golpes de estado.

### Eleições de 2023
Após as eleições presidenciais realizadas em 26 de agosto de 2023, o presidente em exercício, Ali Bongo Ondimba, que procurava a reeleição para um terceiro mandato, foi declarado vencedor de acordo com um anúncio oficial feito em 29 de agosto. No entanto, surgiram imediatamente alegações de fraude e irregularidades eleitorais por parte dos partidos da oposição e de observadores independentes, lançando uma sombra de dúvida sobre a legitimidade dos resultados eleitorais. Albert Ondo Ossa, que ficou em segundo lugar nas eleições, alegou irregularidades eleitorais.
Apenas duas horas antes do encerramento das urnas, Ondo Ossa denunciou a "fraude orquestrada pela campanha de Bongo". Ele já havia reivindicado vitória e instado Bongo a facilitar uma transferência pacífica de poder com base em sua suposta contagem de votos. Os resultados oficiais das eleições foram anunciados a meio da noite na televisão estatal, sem aviso prévio. O país foi colocado sob toque de recolher e o acesso à Internet foi cortado em todo o país, medidas implementadas pelo governo para evitar a propagação de “notícias falsas” e potencial “violência”.

## O golpe
No meio de um escrutínio crescente e de protestos generalizados sobre a condução das eleições, as Forças Armadas do Gabão lançaram um golpe de Estado em 30 de Agosto. Os soldados, liderados por oficiais de alta patente, assumiram o controlo dos principais edifícios governamentais, canais de comunicação e pontos estratégicos na capital Libreville. Tiros também foram ouvidos na cidade.
O golpe ocorreu poucos minutos depois que a reeleição de Bongo foi declarada às 3h30 WAT pela comissão eleitoral do Gabão com 64,27% dos votos. Durante um discurso matinal televisionado no canal estatal Gabão 24, cerca de uma dúzia de militares anunciaram o fim do regime existente, com um porta-voz militar afirmando estar falando em nome de um "Comitê para a Transição e a Restauração das Instituições", citando "governança irresponsável e imprevisível" que levou a "uma degradação contínua da coesão social, correndo o risco de empurrar o país para o caos." Anunciaram a anulação das eleições gerais de 2023 e a dissolução das instituições do Estado, bem como o encerramento das fronteiras do país. O acesso à Internet, que havia sido cortado desde as eleições, teria sido restaurado. Entre os oficiais vistos durante o anúncio estavam coronéis do exército e membros da Guarda Republicana.

## Reações internacionais
O chefe de política externa da União Europeia, Josep Borrell, disse que uma tomada militar aumentaria a instabilidade em África, chamando-a de um “grande problema para a Europa”. Antônio Guterres, o Secretário-geral das Nações Unidas, condenou o golpe como um meio de resolver a "crise pós-eleitoral" no Gabão. Já o governo francês também condenou o golpe. Os Estados Unidos, embora não se refiram formalmente aos acontecimentos no Gabão como um "golpe", apelaram aos "responsáveis" pela tomada do poder para "preservarem o governo civil". A Embaixada americana no Gabão aconselhou os seus cidadãos a evitarem o centro de Libreville e áreas próximas do Palácio Presidencial. O Canadá também apelou a um regresso "rápido e pacífico" a um regime democrático e liderado por civis, enquanto a Ministra da Defesa espanhola Margarita Robles disse que o país avaliaria o seu envolvimento em missões de manutenção da paz em África.
A China apelou a garantias para a segurança do Presidente Bongo.
A mineradora francesa Eramet, que emprega milhares de pessoas no Gabão, disse que estava suspendendo todos os trabalhos no país por razões de segurança.
O golpe também foi considerado como tendo suscitado reacções internas de outros países de África. Em países vizinhos como Camarões, para eliminar a chance de golpes, o Presidente Paul Biya reorganizou a liderança militar da sua nação, enquanto o presidente de Ruanda Paul Kagame disse que "aceitou a renúncia" de uma dúzia de generais e mais de 80 outros oficiais militares superiores.